# 若江城の戦い (室町時代)
若江城の戦い（わかえじょうのたたかい）は、応仁の乱における戦闘の1つで、文明9年（1477年）10月9日に河内若江郡（現在の大阪府東大阪市若江南町）にあった若江城で東軍と西軍が衝突した。

## 経過
河内守護であった畠山義就はお家騒動に敗れ家督を従弟の畠山政長に交替させられていたが、文正元年（1466年）に山名宗全・斯波義廉らの招きに応じ大和で挙兵して河内を制圧、そのまま上洛して翌年の御霊合戦で政長に勝利して当主に復帰した。しかし、同年6年に室町幕府から再度家督を取り上げられ政長に交替、河内も政長方に奪還されたため、文明元年（1469年）に山城西部の乙訓郡を占領して抵抗を続けた（西岡の戦い）。
翌文明2年（1470年）8月に越智家栄らを従えて山城から河内へ出陣、8月4日に若江城と南の誉田城を包囲したが、いずれも落とせず撤退した。文明3年（1471年）6月に大内政弘が南山城から摂津に侵入したのに乗じて河内に再度出陣したがこの時も河内を平定出来ず、義就方の河内における軍事行動は野崎城など僅かな拠点からのゲリラ活動に止まった。
文明8年（1476年）4月、大乱が終息に向かうと政長は河内確保のため家臣の遊佐長直を若江城へ派遣したが、義就も河内奪取の機会を伺い翌文明9年9月21日に京都を出発、23日に河内に到着すると27日から政長方と合戦を始め若江城の東の客坊城を落城させ、10月1日に若江城と誉田城の中間に位置する八尾城に入城、7日には誉田城も陥落させた。9日には南部の嶽山城も義就方が制圧、残る若江城も義就軍が落とし遊佐長直は船に乗って大和川を渡り逃亡、河内は義就に平定された。10月13日に大内政弘も呼応して南山城と大和の境界付近にある木津城を攻撃、政長方の大和国人衆が敗れて没落したため、大和も越智家栄ら義就方に平定された。
11月11日に政弘ら諸大名が一斉に領国へ戻り応仁の乱が終結、南山城の大内軍も帰国したため山城国人衆は故郷へ戻れたが、大和と河内は政長と興福寺を差し置いて義就が占拠したままという状態が続き、終戦後も政長方の大和国人衆による抵抗と政長の河内出陣などで畿内の戦乱は続いていった。